# ドルフィンキック

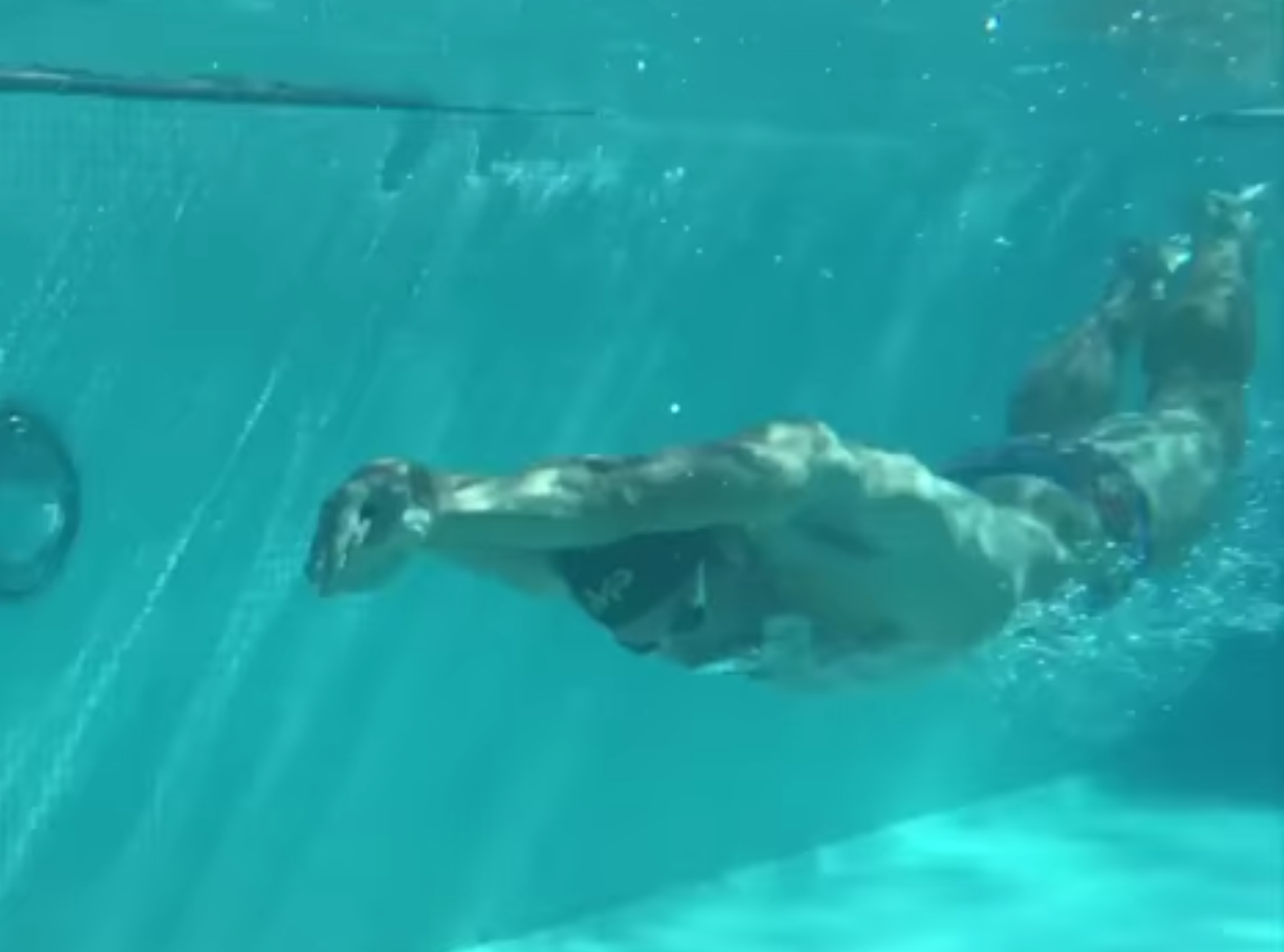
マイケル・フェルプスによるドルフィンキック。

ドルフィンキックは水泳におけるキック動作の一種で、競泳選手によって多くスタートやターンの際、並びにバタフライ泳法の一部分として行われる。

## 特徴
ドルフィンキックはその動きが泳いでいるイルカの動きに似ていることから名付けられた。典型的には競泳で泳者がスタートした直後またはターンした直後に使われる。泳者が両脚を同時に垂直に動かし、波を泳者の身体に送り、泳者を前に進めることでドルフィンキックになる。
競泳でドルフィンキックが役に立つのはその物理学的な特徴による。つまり、比較的小さな物理学的営力で顕著な推力を生み、その間の抗力を抑えることができる。
競泳の平泳ぎ種目では、スタートと各ターンの後、平泳ぎで泳ぎ始める前に1回ずつのみドルフィンキックを行うことが認められている。このドルフィンキックは最初の平泳ぎのキックより前に行われなければならない。つまり、ドルフィンキックを行うのであれば、泳者が壁を離れた後、腕を一番大きく広げた場面で手を内側に回すより前に行う必要がある。追加でドルフィンキックを行うことは許されず、その場合は失格となる可能性がある。

## 歴史
ドルフィンキックは1988年ソウルオリンピックの競泳競技で顕著に観察できるようになった。数名の選手が100メートル背泳ぎの決勝でスタート時に長距離のドルフィンキックを行ったのである。これを受け、世界水泳連盟はドルフィンキックの使用を15メートルに制限した。

## 技術と訓練
より多くの研究がドルフィンキックのバイオメカニクスとパフォーマンスの特徴についての研究に踏み込むようになり、キックのタイミングやうねり、推進力を大きくするために必要な足の指の垂直方向の速さなどが重視されるようになっている。陸上での練習や中心となる練習、負荷をかけての水泳、技術に集中した練習がキックのパフォーマンス向上のために一般的に使われている。